# IPL
Intense pulsed light (IPL) er en teknologi, der bruges af kosmetikere og læger til at udføre forskellige hudbehandlinger af æstetiske eller terapeutiske årsager, inklsuive hårfjerning, hudforyngelse og mod dermatologiske sygdomme som akne. IPL bruges i højere grad inden for optometri og oftalmologi til at behandle visse øjensygdomme.
Teknologien benytter et håndholdt, computerkontrolleret apparat, der giver intense, synlige, bredspektret pulser af lys, der generelt ligger mellem 400-1200 nm. Metoden har ligheder med laserbehandlinger, da de begge benytter lys til at opvarme og ødelægger målet, men til forskel fra lasere, der kun benytter én bølgelængde, bruger IPL et bredere spektrum af lys.